# Traude
Traude ist ein weiblicher Vorname:
Namensträgerinnen:
- Traude Brexner (1927–2021), österreichische Primaballerina
- Traude Bührmann (* 1942), deutsche Schriftstellerin, Journalistin, Fotografin und Übersetzerin
- Traude Dierdorf (1947–2021), österreichische Politikerin
- Traude Korosa (* 1955), österreichische Autorin
- Traude Sense (1920–1997), mährisch-deutsche Schauspielerin
- Traude Veran (* 1934), österreichische Schriftstellerin
- Traude Votruba (* 1942), österreichische Politikerin
- Traude Zehentner (* 1950), österreichische Schriftstellerin

Siehe auch:
- Traut, Traudt, Trauth
- Trude, Traute
- Gertrud, Gertraud, Edeltraud, Waltraut
- Traudl, Trautl, Traudel
- Traudes
- Trautner
- Trautmann